# راجر ای. شلدون
راجر ای. شلدون (انگلیسی: Roger A. Sheldon؛ زادهٔ ۲۴ ژوئن ۱۹۴۲) شیمیدان بریتانیایی است.